# Seznam ekologických katastrof

Hasičské lodě se snaží uhasit požár na Deepwater Horizon 21. dubna 2010

Seznam obsahuje události způsobené lidskou činností, které měly velmi výrazný negativní dopad na životní prostředí.

## Nukleární katastrofy
- Atomové bombardování Hirošimy a Nagasaki (1945)
- Atmosférický termonukleární test Castle Bravo (1954)
- Havárie sovětského jaderného závodu Majak (1957)
- Havárie elektrárny Three Mile Island v Pensylvánii (1979)
- Černobylská havárie (1986)
- Havárie elektrárny Fukušima I (2011)

## Průmyslové katastrofy

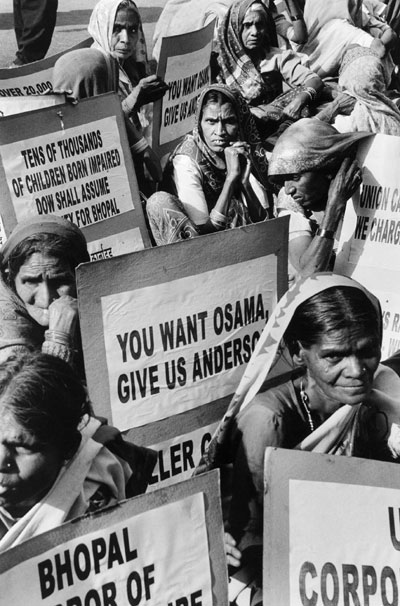
Protest obětí bhópálské katastrofy

- Bostonská melasová tragédie (1919)
- Těžba fosfátů na Nauru
- Havárie chemičky u města Seveso (1976)
- Bhópálská katastrofa (1984)[1]
- Výbuch chemické továrny v provincii Ťi-lin (2005)
- Protržení hráze odkaliště u Ajky (2010)
- Samovznícení indického jezera Bellandur (2015)
- Exploze v Tchien-ťinu (2015)
- Únik zemního plynu v Los Angeles (2015)

### Ropné havárie
- Havárie lodi Exxon Valdez (1989)
- Havárie tankeru Erika (1999)
- Havárie tankeru Prestige (2002)
- Havárie plošiny Deepwater Horizon (2010)

## Ekologické katastrofy spjaté se zemědělstvím
- Dust Bowl 30. léta 20. st.
- Aralské jezero od 50. let 20. st.

## Ekologické katastrofy z jiných příčin

### S dopady na kvalitu vzduchu
- Velký smog v Londýně (1952–1953)

### S dopady na kvalitu vody
- Velká tichomořská odpadková skvrna (anglicky Great Pacific Garbage Patch)

### S dopady na biodiverzitu
- Invaze králíka divokého v Austrálii (od poloviny 19. stol.)
- Vysazení robala nilského ve Viktoriině jezeře (1954)